# Lijst van rijksmonumenten in Noardeast-Fryslân
De gemeente Noardeast-Fryslân telt 515 inschrijvingen in het rijksmonumentenregister. Hieronder een overzicht.

## Aalsum
De plaats Aalsum (Ealsum) telt 6 inschrijvingen in het rijksmonumentenregister.
| Object                                             | Oorspronkelijke functie? | Bouwjaar | Architect                | Locatie       | Coördinaten?                 | Nr.?  | Afbeelding                       |
| -------------------------------------------------- | ------------------------ | --- | ------------------------ | ------------- | ---------------------------- | ----- | -------------------------------- |
| De Bolstienpleats                                  | Boerderij                | 1860 |                          | Dokkumerwei 2 | 53° 20' 45" NB, 6° 1' 26" OL | 31551 | Bolstienpleats De Bolstienpleats |
| Stinstra State                                     | Boerderij                | eind 18e of begin 19e eeuw (voorhuis)                                                                                             |                          | Stinstrawei 1 | 53° 20' 31" NB, 6° 1' 28" OL | 31552 | Meer afbeeldingen                |
| Hervormde kerk                                     | Kerk en kerkonderdeel    | eind 12e eeuw (schip) midden 13e eeuw (uitbr.) ca. 1500 (uitbr. schip) 1822 (herst.) 1829 (vensters) 1843 (westgevel, geveltoren) | mog. R.J. Boorsma (1843) | Mockamawei 4  | 53° 20' 22" NB, 6° 0' 11" OL | 31553 | Meer afbeeldingen                |
| Dorpsterp Aalsum                                   | Archeologisch monument   | 5e-7e eeuw |                          | Mockamawei    | 53° 20' 21" NB, 6° 0' 13" OL | 45892 | Meer afbeeldingen                |
| De Marren, terrein met drie verhoogde woonplaatsen | Archeologisch monument   | 12e-13e eeuw |                          | Hantumerwei   | 53° 20' 40" NB, 6° 0' 0" OL  | 45893 | Upload foto                      |
| Huisterp Sybrandahuis                              | Archeologisch monument   | 12e-13e eeuw |                          | Sybrandawei 2 | 53° 20' 30" NB, 6° 1' 11" OL | 45894 | Upload foto                      |

## Anjum
De plaats Anjum (Eanjum) telt 22 inschrijvingen in het rijksmonumentenregister. Zie de Lijst van rijksmonumenten in Anjum voor een overzicht.

## Blija
De plaats Blija (Blije) telt 17 inschrijvingen in het rijksmonumentenregister. Zie de Lijst van rijksmonumenten in Blija voor een overzicht.

## Augsbuurt
De plaats Augsbuurt (vroeger: Lutjewoude, Fries: Lytsewâld) telt 2 inschrijvingen in het rijksmonumentenregister.
| Object                            | Oorspronkelijke functie? | Bouwjaar                                    | Architect                  | Locatie       | Coördinaten?                 | Nr.?   | Afbeelding                        |
| --------------------------------- | ------------------------ | ------------------------------------------- | -------------------------- | ------------- | ---------------------------- | ------ | --------------------------------- |
| Kerk van Augsbuurt                | Kerk en kerkonderdeel    | 1782 na 1912 (herb. toren) 1973-'75 (rest.) | J. Pijnacker (herb. toren) | Lutjewoude 5  | 53° 15' 59" NB, 6° 9' 54" OL | 23752  | Meer afbeeldingen                 |
| Brug over de Stroobossertrekvaart | Brug                     | 1907                                        |                            | bij Trekweg 3 | 53° 15' 57" NB, 6° 9' 51" OL | 512869 | Brug over de Stroobossertrekvaart |

## Birdaard
De plaats Birdaard (Burdaard) telt 5 inschrijvingen in het rijksmonumentenregister.
| Object                     | Oorspronkelijke functie?  | Bouwjaar                                                                              | Architect | Locatie                                           | Coördinaten?                  | Nr.?   | Afbeelding                          |
| -------------------------- | ------------------------- | ------------------------------------------------------------------------------------- | --------- | ------------------------------------------------- | ----------------------------- | ------ | ----------------------------------- |
| De Olifant                 | Industrie- en poldermolen | 1856 1867 (herb. op huidige locatie) 1978-'79 (rest.) 1991 (rest.) 2007-'08 (herstel) |           | Wiereweg 20                                       | 53° 16' 49" NB, 5° 52' 38" OL | 11677  | Meer afbeeldingen                   |
| De Zwaluw                  | Industrie- en poldermolen | 1862 1984-'88 (herb. na brand)                                                        |           | Mounewei 17                                       | 53° 17' 45" NB, 5° 52' 54" OL | 15585  | Meer afbeeldingen                   |
| Terp                       | Archeologisch monument    | voor Romeinse IJzertijd                                                               |           | aan de Wânswerterdyk ten noordwesten van het dorp | 53° 17' 45" NB, 5° 52' 13" OL | 45529  | Upload foto                         |
| De Zwaluw, houtzagerij     | Industrie                 | laatste helft 19e eeuw                                                                |           | bij Mounewei 17                                   | 53° 17' 46" NB, 5° 52' 53" OL | 388520 | Zwaluw 2 De Zwaluw, houtzagerij     |
| De Zwaluw, houtopslagloods | Opslag                    | 1877 1890 (uitbr.)                                                                    |           | Mounewei 12                                       | 53° 17' 44" NB, 5° 52' 50" OL | 388532 | Zwaluw 3 De Zwaluw, houtopslagloods |

## Bornwird
De plaats Bornwird (Boarnwert) telt 4 inschrijvingen in het rijksmonumentenregister.
| Object                            | Oorspronkelijke functie? | Bouwjaar | Architect | Locatie           | Coördinaten?                  | Nr.?  | Afbeelding        |
| --------------------------------- | ------------------------ | --- | --------- | ----------------- | ----------------------------- | ----- | ----------------- |
| Voorm. hervormde kerk (Mariakerk) | Kerk en kerkonderdeel    | ca. 1200 (koor) 13de eeuw (uitbr.) ca. 1550 (toren, verb. kerk) 1816 (verb.) 1898 (herb. toren) 1989 (rest.) |           | Tsjerkepaed 1     | 53° 20' 3" NB, 5° 57' 16" OL  | 38694 | Meer afbeeldingen |
| Terp                              | Archeologisch monument   | ca. begin jaartelling                                                                                        |           | bij de Dwersmear  | 53° 20' 3" NB, 5° 55' 53" OL  | 45321 | Upload foto       |
| Terp                              | Archeologisch monument   | ca. begin jaartelling                                                                                        |           | bij Tsjerkepaed 1 | 53° 20' 4" NB, 5° 57' 10" OL  | 45322 | Upload foto       |
| Terp                              | Archeologisch monument   | ca. begin jaartelling                                                                                        |           | Bornwirdhuizen    | 53° 20' 10" NB, 5° 58' 46" OL | 45324 | Upload foto       |

## Brantgum
De plaats Brantgum telt 2 inschrijvingen in het rijksmonumentenregister.
| Object         | Oorspronkelijke functie? | Bouwjaar                                                                                | Architect                                                  | Locatie                 | Coördinaten?                 | Nr.?  | Afbeelding        |
| -------------- | ------------------------ | --------------------------------------------------------------------------------------- | ---------------------------------------------------------- | ----------------------- | ---------------------------- | ----- | ----------------- |
| Hervormde kerk | Kerk en kerkonderdeel    | 12e eeuw (schip) 15e eeuw (uitbr.) 1543 (uitbr.) 1876-'77 (geveltoren) 1972-'73 (rest.) | P. Helder (1876-'77) G.M. van Manen en J. Zwart (1972-'73) | Ids Wiersmastraat 4     | 53° 21' 7" NB, 5° 55' 47" OL | 38695 | Meer afbeeldingen |
| Dorpsterp      | Archeologisch monument   | ca. begin jaartelling                                                                   |                                                            | bij Ids Wiersmastraat 4 | 53° 21' 7" NB, 5° 55' 49" OL | 45315 | Upload foto       |

## Burum
De plaats Burum (Kollumerlands, Fries: Boerum) telt 3 inschrijvingen in het rijksmonumentenregister.
| Object         | Oorspronkelijke functie?  | Bouwjaar                                                                             | Architect | Locatie       | Coördinaten?                  | Nr.?  | Afbeelding        |
| -------------- | ------------------------- | ------------------------------------------------------------------------------------ | --------- | ------------- | ----------------------------- | ----- | ----------------- |
| Oude pastorie  | Woonhuis                  | mog. 1678 1840 (huidige vorm)                                                        |           | Uithof 4      | 53° 16' 24" NB, 6° 13' 45" OL | 23722 | Meer afbeeldingen |
| Windlust       | Industrie- en poldermolen | 1787 rest. in 1946, 1957, 1969, 1975, 1999 2007 (herstel kap) afgebrand 8 april 2012 |           | Herestraat 54 | 53° 16' 28" NB, 6° 13' 56" OL | 23744 | Meer afbeeldingen |
| Hervormde kerk | Kerk en kerkonderdeel     | 1784 (herb.)                                                                         |           | Uithof 1      | 53° 16' 25" NB, 6° 13' 47" OL | 23745 | Meer afbeeldingen |

## Dokkum
De plaats Dokkum telt 143 inschrijvingen in het rijksmonumentenregister. Zie de Lijst van rijksmonumenten in Dokkum voor een overzicht.

## Ee
De plaats Ee (Ie) telt 15 inschrijvingen in het rijksmonumentenregister. Zie de Lijst van rijksmonumenten in Ee voor een overzicht.

## Engwierum
De plaats Engwierum (Ingwierrum) telt 8 inschrijvingen in het rijksmonumentenregister. Zie de Lijst van rijksmonumenten in Engwierum voor een overzicht.

## Ezumazijl
De plaats Ezumazijl (Iezumasyl) telt 7 inschrijvingen in het rijksmonumentenregister.
| Object                                 | Oorspronkelijke functie?  | Bouwjaar                        | Architect            | Locatie               | Coördinaten?                 | Nr.?   | Afbeelding                           |
| -------------------------------------- | ------------------------- | ------------------------------- | -------------------- | --------------------- | ---------------------------- | ------ | ------------------------------------ |
| De Gans                                | Industrie- en poldermolen | 1850 1970 (rest.)               |                      | bij Ezonbuorren 5     | 53° 20' 59" NB, 6° 8' 20" OL | 31571  | Meer afbeeldingen                    |
| Terp op verhoogde woonplaats met dobbe | Archeologisch monument    | verm. middeleeuws               |                      | bij Monnikhústerwei 5 | 53° 21' 42" NB, 6° 8' 40" OL | 45907  | Upload foto                          |
| Terp op verhoogde woonplaats           | Archeologisch monument    | verm. middeleeuws               |                      | bij Monnikhústerwei 5 | 53° 21' 40" NB, 6° 8' 37" OL | 45908  | Upload foto                          |
| Sluis Ezumazijl                        | Waterkering en -doorlaat  | 1671 1745 (herst.) 1931 (herb.) |                      | bij Ezumazijl 1       | 53° 21' 32" NB, 6° 8' 55" OL | 507081 | Meer afbeeldingen                    |
| Gemaal Dongerdielen                    | Gemaal                    | 1930 1994 (renov.)              | verm. W.D. Booijenga | Ezonbuorren 1         | 53° 21' 30" NB, 6° 8' 51" OL | 507082 | Meer afbeeldingen                    |
| Sluis Ezumazijl, ijzeren ophaalbrug    | Brug                      | 1901                            |                      | bij Ezumazijl 1       | 53° 21' 32" NB, 6° 8' 55" OL | 507084 | Sluis Ezumazijl, ijzeren ophaalbrug  |
| Sluis Ezumazijl, sluiswachtersgebouw   | Bedieningsgebouw          | ca. 1931                        | verm. W.D. Booijenga | Ezumazijl 11          | 53° 21' 32" NB, 6° 8' 55" OL | 507085 | Sluis Ezumazijl, sluiswachtersgebouw |

## Ferwerd
De plaats Ferwerd (Ferwert) telt 32 inschrijvingen in het rijksmonumentenregister. Zie de Lijst van rijksmonumenten in Ferwerd voor een overzicht.

## Foudgum
De plaats Foudgum telt 2 inschrijvingen in het rijksmonumentenregister.
| Object                     | Oorspronkelijke functie? | Bouwjaar                                                                                           | Architect                         | Locatie                 | Coördinaten?                  | Nr.?  | Afbeelding        |
| -------------------------- | ------------------------ | -------------------------------------------------------------------------------------------------- | --------------------------------- | ----------------------- | ----------------------------- | ----- | ----------------- |
| Hervormde kerk (Mariakerk) | Kerk en kerkonderdeel    | ca. 1200 (oorspr.) 15e eeuw (herb. toren) 1753 (herst. toren) 1808 (herb. kerk) 1977 (rest. toren) | G.M. van Manen en J. Zwart (1977) | Piet Paaltjenspad 1     | 53° 20' 43" NB, 5° 56' 29" OL | 38697 | Meer afbeeldingen |
| Dorpsterp                  | Archeologisch monument   | ca. begin jaartelling                                                                              |                                   | bij Piet Paaltjenspad 1 | 53° 20' 42" NB, 5° 56' 30" OL | 45314 | Meer afbeeldingen |

## Genum
De plaats Genum (Ginnum) telt 3 inschrijvingen in het rijksmonumentenregister.
| Object                           | Oorspronkelijke functie? | Bouwjaar | Architect | Locatie          | Coördinaten?                  | Nr.?  | Afbeelding        |
| -------------------------------- | ------------------------ | --- | --------- | ---------------- | ----------------------------- | ----- | ----------------- |
| Kerk van Genum. (Hervormde kerk) | Kerk en kerkonderdeel    | 12e eeuw (schip) 13e eeuw (uitbr.) 1400-1450 (toren) 15e eeuw (koorsluiting) eind 17e eeuw (verb.) 1973 (rest.) |           | Harstawei 7      | 53° 19' 24" NB, 5° 52' 29" OL | 15615 | Meer afbeeldingen |
| Roorda-State                     | Boerderij                | ca. 1860 |           | Roordastrjitte 7 | 53° 19' 23" NB, 5° 52' 22" OL | 15616 | Roorda-State      |
| Terp                             | Archeologisch monument   | voor Romeinse IJzertijd                                                                                         |           | bij Harstawei 7  | 53° 19' 23" NB, 5° 52' 30" OL | 45527 | Terp              |

## Hallum
De plaats Hallum telt 18 inschrijvingen in het rijksmonumentenregister. Zie de Lijst van rijksmonumenten in Hallum voor een overzicht.

## Hantum
De plaats Hantum telt 4 inschrijvingen in het rijksmonumentenregister.
| Object                        | Oorspronkelijke functie?  | Bouwjaar                                                                     | Architect                             | Locatie               | Coördinaten?                  | Nr.?   | Afbeelding        |
| ----------------------------- | ------------------------- | ---------------------------------------------------------------------------- | ------------------------------------- | --------------------- | ----------------------------- | ------ | ----------------- |
| Hervormde kerk (Nicolaaskerk) | Kerk en kerkonderdeel     | eind 12e eeuw (kerk) 1525-1550 (verb.) 1807 (toren) 1977-'78 (rest.)         | G.M. van Manen en J. Zwart (1977-'78) | Tsjerkestrjitte 2     | 53° 21' 43" NB, 5° 57' 47" OL | 38698  | Meer afbeeldingen |
| Hantumermolen                 | Industrie- en poldermolen | 1880 1978 (rest.) 1999 (rest.)                                               | G.R. van Wieren                       | Stoepawei 2           | 53° 21' 26" NB, 5° 57' 47" OL | 38699  | Meer afbeeldingen |
| Dorpsterp                     | Archeologisch monument    | ca. begin jaartelling                                                        |                                       | bij Tsjerkestrjitte 2 | 53° 21' 46" NB, 5° 57' 46" OL | 45320  | Upload foto       |
| Kinnema Sathe                 | Boerderij                 | 1774 (kern stal) 1877 (dwarshuis) 1900-1909 (verb. schuur) 1989-'90 (renov.) |                                       | Ternaarderweg 1       | 53° 21' 50" NB, 5° 57' 41" OL | 507108 | Meer afbeeldingen |

## Hantumeruitburen
De plaats Hantumeruitburen (Hantumerútbuorren) telt 2 inschrijvingen in het rijksmonumentenregister.
| Object | Oorspronkelijke functie? | Bouwjaar              | Architect | Locatie                               | Coördinaten?                  | Nr.?  | Afbeelding  |
| ------ | ------------------------ | --------------------- | --------- | ------------------------------------- | ----------------------------- | ----- | ----------- |
| Terp   | Archeologisch monument   | ca. begin jaartelling |           | aan de Dokkumerwei bij de Griene Reed | 53° 21' 18" NB, 5° 59' 19" OL | 45325 | Upload foto |
| Terp   | Archeologisch monument   | ca. begin jaartelling |           | aan de Fennewei                       | 53° 21' 34" NB, 6° 0' 5" OL   | 45326 | Upload foto |

## Hantumhuizen
De plaats Hantumhuizen (Hantumhuzen) telt 3 inschrijvingen in het rijksmonumentenregister.
| Object                                    | Oorspronkelijke functie? | Bouwjaar | Architect               | Locatie       | Coördinaten?                  | Nr.?  | Afbeelding        |
| ----------------------------------------- | ------------------------ | --- | ----------------------- | ------------- | ----------------------------- | ----- | ----------------- |
| Sint-Annakerk. Hervormde kerk             | Kerk en kerkonderdeel    | ca. 1200 (toren) 1200-1250 (schip) ca. 1335 (verb.) vroege 16e eeuw (ingang) 18e eeuw (verb.) 1939-'42 (rest.) | A. Baart sr. (1939-'42) | Wierumerwei 2 | 53° 22' 21" NB, 5° 59' 55" OL | 38700 | Meer afbeeldingen |
| Popta State, grote kop-hals-rompboerderij | Boerderij                | late 18e eeuw                                                                                                  |                         | Loubuorren 14 | 53° 22' 25" NB, 6° 0' 13" OL  | 38701 | Meer afbeeldingen |
| Dorpsterp                                 | Archeologisch monument   | ca. begin jaartelling                                                                                          |                         | dorpscentrum  | 53° 22' 21" NB, 5° 59' 49" OL | 45327 | Upload foto       |

## Hiaure
De plaats Hiaure (De Lytse Jouwer) telt 2 inschrijvingen in het rijksmonumentenregister.
| Object                          | Oorspronkelijke functie? | Bouwjaar                                                                                                   | Architect   | Locatie           | Coördinaten?                  | Nr.?  | Afbeelding        |
| ------------------------------- | ------------------------ | --- | ----------- | ----------------- | ----------------------------- | ----- | ----------------- |
| Klokkenstoel bij Hervormde kerk | Vanwege onderdelen kerk  | 15e eeuw (klok) 17e en 18e eeuw (twee grafzerken) 1869 (kerk) 1900-1925 (uurwerk) 1979-'80 (rest. uurwerk) | [ 3 ] [ 3 ] | Hantumerwei 4     | 53° 20' 52" NB, 5° 58' 22" OL | 38702 | Meer afbeeldingen |
| Terp                            | Archeologisch monument   | ca. begin jaartelling                                                                                      |             | bij Hantumerwei 4 | 53° 20' 51" NB, 5° 58' 20" OL | 45323 | Upload foto       |

## Hogebeintum
De plaats Hogebeintum (Hegebeintum) telt 6 inschrijvingen in het rijksmonumentenregister.
| Object                   | Oorspronkelijke functie?  | Bouwjaar | Architect                | Locatie               | Coördinaten?                  | Nr.?   | Afbeelding        |
| ------------------------ | ------------------------- | --- | ------------------------ | --------------------- | ----------------------------- | ------ | ----------------- |
| Kerk van Hogebeintum     | Kerk en kerkonderdeel     | begin 12e eeuw (kerk) ca. 1200 (uitbr.) begin 13e eeuw (toren) ca. 1550 (verb.) 1717 (herb. toren) 1962-'65 (rest.) | J.J.M. Vegter (1962-'65) | Hege Tsjerkewei 2     | 53° 20' 13" NB, 5° 50' 59" OL | 15628  | Meer afbeeldingen |
| Hogebeintumermolen       | Industrie- en poldermolen | 1860 1977 (rest.)                                                                                                   |                          | bij Mieddyk 6         | 53° 19' 33" NB, 5° 51' 7" OL  | 15629  | Meer afbeeldingen |
| Terp                     | Archeologisch monument    | voor Romeinse IJzertijd                                                                                             |                          | bij Hege Tsjerkewei 2 | 53° 20' 13" NB, 5° 51' 1" OL  | 45523  | Meer afbeeldingen |
| Harsta State             | Kasteel, buitenplaats     | eind 16e/begin 17e eeuw kort voor 1650 (uitbr.) 1843 (verb.) 1996-'97 (rest.)                                       |                          | Harstawei 25          | 53° 20' 10" NB, 5° 51' 29" OL | 508263 | Meer afbeeldingen |
| Harsta State, tuin       | Tuin, park en plantsoen   | 1832 (voorterrein) 1992 (rest.)                                                                                     | L.P. Roodbaard           | bij Harstawei 25      | 53° 20' 11" NB, 5° 51' 27" OL | 508265 | Meer afbeeldingen |
| Harsta State, hekpijlers | Bijgebouwen kastelen enz. | 1762 |                          | bij Harstawei 25      | 53° 19' 60" NB, 5° 51' 33" OL | 508266 | Meer afbeeldingen |

## Holwerd
De plaats Holwerd (Holwert) telt 15 inschrijvingen in het rijksmonumentenregister. Zie de Lijst van rijksmonumenten in Holwerd voor een overzicht.

## Janum
De plaats Janum (Jannum) telt 5 inschrijvingen in het rijksmonumentenregister.
| Object | Oorspronkelijke functie? | Bouwjaar                                                            | Architect                | Locatie            | Coördinaten?                  | Nr.?   | Afbeelding        |
| --- | ------------------------ | ------------------------------------------------------------------- | ------------------------ | ------------------ | ----------------------------- | ------ | ----------------- |
| Grote boerderij met voorhuis tussen topgevels waarop schoorstenen met bord                                                                            | Boerderij                | 19e eeuw (voorhuis)                                                 |                          | Tsjerkestrjitte 1  | 53° 18' 45" NB, 5° 54' 7" OL  | 11687  | Meer afbeeldingen |
| Kerk van Janum | Kerk en kerkonderdeel    | ca. 1200 (koor) ca. 1300 (schip) 1550-1600 (verb.) 1942-'44 (rest.) | J.J.M. Vegter (1942-'44) | Tsjerkestrjitte 4  | 53° 18' 46" NB, 5° 54' 10" OL | 11688  | Meer afbeeldingen |
| In het midden onderkelderde woning met zesruitsvensters en omlopende houten goot onder zadeldak tussen topgevels waarvan een met schoorsteen met bord | Woonhuis                 | 17e eeuw                                                            |                          | Tsjerkestrjitte 8  | 53° 18' 46" NB, 5° 54' 9" OL  | 11689  | Meer afbeeldingen |
| Voorm. keuterijtje op het niet afgegraven deel van de terp                                                                                            | Boerderij                | wellicht 17e eeuw vroege 19e eeuw (verb.)                           |                          | Tsjerkestrjitte 6  | 53° 18' 45" NB, 5° 54' 9" OL  | 519591 | Meer afbeeldingen |
| Dubbele landarbeiderswoning op het niet afgegraven deel van de terp                                                                                   | Woonhuis                 | 1628                                                                |                          | Tsjerkestrjitte 10 | 53° 18' 46" NB, 5° 54' 8" OL  | 519592 | Meer afbeeldingen |

## Jislum
De plaats Jislum telt 4 inschrijvingen in het rijksmonumentenregister.
| Object                                                                                                 | Oorspronkelijke functie?  | Bouwjaar                          | Architect | Locatie              | Coördinaten?                  | Nr.?  | Afbeelding        |
| --- | ------------------------- | --------------------------------- | --------- | -------------------- | ----------------------------- | ----- | ----------------- |
| Kop-hals-rompboerderij met voorhuis onder zadeldak tussen puntgevels met topschoorstenen waarop borden | Boerderij                 | 1827                              |           | Hikkaarderdyk 12     | 53° 18' 47" NB, 5° 52' 44" OL | 15630 | Meer afbeeldingen |
| Catharinakerk. Kerk, preekstoel                                                                        | Vanwege onderdelen kerk   | 17e eeuw (preekstoel) 1886 (kerk) |           | Hikkaarderdyk 16     | 53° 18' 46" NB, 5° 52' 40" OL | 15631 | Meer afbeeldingen |
| De Volharding                                                                                          | Industrie- en poldermolen | 1872 1972 (rest.) 1994 (herstel)  |           | bij Hikkaarderdyk 25 | 53° 18' 41" NB, 5° 52' 12" OL | 15632 | Meer afbeeldingen |
| Terp                                                                                                   | Archeologisch monument    | voor Romeinse IJzertijd           |           | bij Hikkaarderdyk 16 | 53° 18' 45" NB, 5° 52' 42" OL | 45528 | Upload foto       |

## Jouswier
De plaats Jouswier (Jouswier) telt 5 inschrijvingen in het rijksmonumentenregister.
| Object                                            | Oorspronkelijke functie? | Bouwjaar                                                                                            | Architect | Locatie          | Coördinaten?                 | Nr.?  | Afbeelding        |
| ------------------------------------------------- | ------------------------ | --------------------------------------------------------------------------------------------------- | --------- | ---------------- | ---------------------------- | ----- | ----------------- |
| Petruskerk, hervormde kerk en toren               | Kerk en kerkonderdeel    | 13e eeuw 1557 (kerk) 1752 (toren) 1823 en 1858 (verb.) 1915 (beklamping toren) 1978 en 1987 (rest.) |           | Bergsmawei 3     | 53° 21' 0" NB, 6° 4' 24" OL  | 31575 | Meer afbeeldingen |
| Terp of verhoogd stinsterrein                     | Archeologisch monument   | 13e-16e eeuw                                                                                        |           | Winia's Reed     | 53° 20' 32" NB, 6° 4' 39" OL | 45885 | Upload foto       |
| Hoog gelegen terrein met resten van een stinswier | Archeologisch monument   | 13e-16e eeuw                                                                                        |           | Winia's Reed     | 53° 20' 31" NB, 6° 4' 42" OL | 45886 | Upload foto       |
| Verhoogde woonplaats                              | Archeologisch monument   | 12e-13e eeuw                                                                                        |           | Winia's Reed     | 53° 20' 41" NB, 6° 4' 47" OL | 45887 | Upload foto       |
| Terp                                              | Archeologisch monument   | ca. begin jaartelling                                                                               |           | bij Bergsmawei 3 | 53° 20' 59" NB, 6° 4' 25" OL | 45888 | Meer afbeeldingen |

## Kollum
De plaats Kollum telt 32 inschrijvingen in het rijksmonumentenregister. Zie de Lijst van rijksmonumenten in Kollum voor een overzicht.

## Kollumerpomp
De plaats Kollumerpomp (Pompsters: De Pomp) telt 2 inschrijvingen in het rijksmonumentenregister.
| Object            | Oorspronkelijke functie?  | Bouwjaar                            | Architect | Locatie                 | Coördinaten?                  | Nr.?   | Afbeelding        |
| ----------------- | ------------------------- | ----------------------------------- | --------- | ----------------------- | ----------------------------- | ------ | ----------------- |
| Westermolen       | Industrie- en poldermolen | 1845 1984 (rest.) 1996 (rest.)      |           | Foijingaweg 55          | 53° 18' 22" NB, 6° 11' 46" OL | 23746  | Meer afbeeldingen |
| Contributiehuisje | Overheidsgebouw           | 1828 1855 (windrichtinginstallatie) |           | Westernieuwkruisland 17 | 53° 18' 52" NB, 6° 11' 60" OL | 353642 | Meer afbeeldingen |

## Kollumerzwaag
De plaats Kollumerzwaag (Kollumersweach, De Sweach) telt 5 inschrijvingen in het rijksmonumentenregister.
| Object                                                                               | Oorspronkelijke functie? | Bouwjaar                                                                                  | Architect           | Locatie     | Coördinaten?                 | Nr.?  | Afbeelding        |
| ------------------------------------------------------------------------------------ | ------------------------ | ----------------------------------------------------------------------------------------- | ------------------- | ----------- | ---------------------------- | ----- | ----------------- |
| Hervormde kerk                                                                       | Kerk en kerkonderdeel    | 12e eeuw 15e eeuw (koor, vensters) 16e eeuw (ingangen) 1872 (verb. torentop) 1960 (rest.) | A. Baart jr. (1960) | Foarwei 141 | 53° 15' 44" NB, 6° 4' 25" OL | 23747 | Meer afbeeldingen |
| Woudboerderijtje tegen topgevel onder rieten dak                                     | Boerderij                | 1788                                                                                      |                     | Foarwei 145 | 53° 15' 43" NB, 6° 4' 22" OL | 23748 | Meer afbeeldingen |
| Woudhuisje onder schilddak ("Willem's húske")                                        | Woonhuis                 | ca. 1846                                                                                  |                     | Foarwei 120 | 53° 15' 45" NB, 6° 4' 25" OL | 23749 | Meer afbeeldingen |
| Woudboerderijtje tegen topgevel onder rieten dak                                     | Boerderij                | 1724                                                                                      |                     | Foarwei 149 | 53° 15' 42" NB, 6° 4' 20" OL | 23750 | Meer afbeeldingen |
| Woudboerderijtje met voorhuis tegen topgevel en met schuur met rieten kap (Pompstra) | Boerderij                | 1785                                                                                      |                     | Foarwei 209 | 53° 15' 39" NB, 6° 3' 36" OL | 23751 | Meer afbeeldingen |

## Lichtaard
De plaats Lichtaard telt 3 inschrijvingen in het rijksmonumentenregister.
| Object                      | Oorspronkelijke functie? | Bouwjaar                                                    | Architect          | Locatie                                    | Coördinaten?                  | Nr.?  | Afbeelding        |
| --------------------------- | ------------------------ | ----------------------------------------------------------- | ------------------ | ------------------------------------------ | ----------------------------- | ----- | ----------------- |
| Petruskerk (Hervormde kerk) | Kerk en kerkonderdeel    | midden 16e eeuw 1642 (omklamping) 1851 (verb.) 1973 (rest.) | J.G. Rolsma (1851) | Noardermieddijk 3                          | 53° 19' 35" NB, 5° 54' 49" OL | 15633 | Meer afbeeldingen |
| Terp                        | Archeologisch monument   | voor Romeinse ijzertijd                                     |                    | aan de Houwen ten noordwesten van het dorp | 53° 19' 46" NB, 5° 54' 15" OL | 45524 | Upload foto       |
| Terp                        | Archeologisch monument   | voor Romeinse IJzertijd                                     |                    | bij Noardermieddijk 3                      | 53° 19' 35" NB, 5° 54' 48" OL | 45525 | Upload foto       |

## Lioessens
De plaats Lioessens (Ljussens) telt 3 inschrijvingen in het rijksmonumentenregister.
| Object               | Oorspronkelijke functie? | Bouwjaar | Architect | Locatie                                           | Coördinaten?                 | Nr.?  | Afbeelding        |
| -------------------- | ------------------------ | --- | --------- | ------------------------------------------------- | ---------------------------- | ----- | ----------------- |
| Hervormde kerk       | Kerk en kerkonderdeel    | oorspr. 12e eeuw 13e eeuw (schip) ca. 1480 (verb.) 1827 (toren, steunberen) 1909 (herb. koorsluiting) 1924 (beklamping westgevel) |           | Doarpsstrjitte 50                                 | 53° 22' 50" NB, 6° 5' 25" OL | 31576 | Meer afbeeldingen |
| Verhoogde woonplaats | Archeologisch monument   | 12e-13e eeuw |           | ten noorden van de Ridwei bij de Dykster Feart    | 53° 22' 58" NB, 6° 6' 20" OL | 45898 | Upload foto       |
| Terp                 | Archeologisch monument   | verm. voor de 11e eeuw |           | ten noorden van de Dyksterwei net buiten het dorp | 53° 23' 9" NB, 6° 5' 23" OL  | 45922 | Upload foto       |

## Marrum
De plaats Marrum telt 9 inschrijvingen in het rijksmonumentenregister. Zie de Lijst van rijksmonumenten in Marrum voor een overzicht.

## Metslawier
De plaats Metslawier (Mitselwier) telt 9 inschrijvingen in het rijksmonumentenregister. Zie de Lijst van rijksmonumenten in Metslawier voor een overzicht.

## Moddergat
De plaats Moddergat telt 17 inschrijvingen in het rijksmonumentenregister. Zie de Lijst van rijksmonumenten in Moddergat voor een overzicht.

## Morra
De plaats Morra (Moarre) telt 3 inschrijvingen in het rijksmonumentenregister.
| Object                                                                         | Oorspronkelijke functie? | Bouwjaar                                                          | Architect                | Locatie                                            | Coördinaten?                 | Nr.?   | Afbeelding                                                                     |
| ------------------------------------------------------------------------------ | ------------------------ | ----------------------------------------------------------------- | ------------------------ | -------------------------------------------------- | ---------------------------- | ------ | ------------------------------------------------------------------------------ |
| Sint-Johanneskerk (Hervormde kerk)                                             | Kerk en kerkonderdeel    | 1250-1300 (schip, koor) 1843 (toren, westgevel) 1920-'21 (herst.) | mog. R.J. Boorsma (1843) | Tsjerkestrjitte 12                                 | 53° 22' 20" NB, 6° 5' 23" OL | 31586  | Meer afbeeldingen                                                              |
| Terrein met resten van het Premonstratenzer nonnenklooster Weerd               | Archeologisch monument   | middeleeuwen                                                      |                          | aan het westelijke einde van de Weardwei           | 53° 21' 40" NB, 6° 5' 34" OL | 45896  | Meer afbeeldingen                                                              |
| Terrein waarin zich de resten van een stins bevinden                           | Archeologisch monument   | 13e-16e eeuw                                                      |                          | aan de Roptawei net ten noordoosten van Metslawier | 53° 21' 58" NB, 6° 4' 26" OL | 45916  | Upload foto                                                                    |
| Boerderij met gestrekt woonhuis met gepleisterde top en dwarsbouw met topgevel | Boerderij                | 1772 begin 19e eeuw (verb.)                                       |                          | Greate Buorren 7                                   | 53° 22' 23" NB, 6° 5' 19" OL | 353637 | Boerderij met gestrekt woonhuis met gepleisterde top en dwarsbouw met topgevel |

## Munnekezijl
De plaats Munnekezijl (Kollumerlands: Muntjeziel, Fries: Muntsjesyl) telt 2 inschrijvingen in het rijksmonumentenregister.
| Object                            | Oorspronkelijke functie?  | Bouwjaar                                                      | Architect          | Locatie          | Coördinaten?                  | Nr.?   | Afbeelding        |
| --------------------------------- | ------------------------- | ------------------------------------------------------------- | ------------------ | ---------------- | ----------------------------- | ------ | ----------------- |
| Rust Roest (Munnekezijlstermolen) | Industrie- en poldermolen | 1856 1931 (herst.) 1970-'71 (rest.) 1988 (rest.) 1999 (rest.) |                    | Poorthoek 8      | 53° 18' 15" NB, 6° 16' 28" OL | 23754  | Meer afbeeldingen |
| Keersluis Munnekezijl             | Brug                      | 1882 1985 (rest.)                                             | mog. Ir. Methardus | bij De Schans 20 | 53° 18' 4" NB, 6° 16' 34" OL  | 512870 | Meer afbeeldingen |

## Nes
De plaats Nes telt 4 inschrijvingen in het rijksmonumentenregister.
| Object                                               | Oorspronkelijke functie? | Bouwjaar | Architect | Locatie         | Coördinaten?                 | Nr.?   | Afbeelding                             |
| ---------------------------------------------------- | ------------------------ | --- | --------- | --------------- | ---------------------------- | ------ | -------------------------------------- |
| Sint-Johanneskerk (Hervormde kerk)                   | Kerk en kerkonderdeel    | 12e eeuw (oostgevel, toren) midden 13e eeuw (koor) 16e eeuw (vensters) 1604 (beklamping toren) 1974 (rest.) |           | Wâldwei 9       | 53° 23' 47" NB, 6° 2' 53" OL | 38728  | Meer afbeeldingen                      |
| Kop-hals-rompboerderij met voorhuis tussen topgevels | Boerderij                | 1794 (schuur) 1804 (voorhuis)                                                                               |           | Wierumerwei 12  | 53° 23' 52" NB, 6° 2' 38" OL | 38729  | Meer afbeeldingen                      |
| Terp                                                 | Archeologisch monument   | ca. begin jaartelling                                                                                       |           | Wiesterwei      | 53° 23' 8" NB, 6° 1' 49" OL  | 45328  | Upload foto                            |
| Woonhuis met pakhuis in overgangsstijl               | Woonhuis                 | 1913 |           | Foarstrjitte 21 | 53° 23' 47" NB, 6° 3' 0" OL  | 507109 | Woonhuis met pakhuis in overgangsstijl |

## Niawier
De plaats Niawier (Nijewier) telt 2 inschrijvingen in het rijksmonumentenregister.
| Object                                                        | Oorspronkelijke functie? | Bouwjaar     | Architect | Locatie                   | Coördinaten?                 | Nr.?  | Afbeelding        |
| ------------------------------------------------------------- | ------------------------ | ------------ | --------- | ------------------------- | ---------------------------- | ----- | ----------------- |
| Hervormde kerk                                                | Kerk en kerkonderdeel    | 1678         |           | Tsjerkepaed 4             | 53° 21' 50" NB, 6° 2' 60" OL | 31587 | Meer afbeeldingen |
| Terrein met resten van een klooster (mog. het Nesser Convent) | Archeologisch monument   | middeleeuwen |           | ten noorden van De Singel | 53° 21' 46" NB, 6° 2' 29" OL | 45889 | Upload foto       |

## Oosternijkerk
De plaats Oosternijkerk (Easternijtsjerk, Nijtsjerk) telt 4 inschrijvingen in het rijksmonumentenregister.
| Object                                     | Oorspronkelijke functie? | Bouwjaar | Architect                                         | Locatie        | Coördinaten?                 | Nr.?  | Afbeelding        |
| ------------------------------------------ | ------------------------ | --- | ------------------------------------------------- | -------------- | ---------------------------- | ----- | ----------------- |
| Sint-Ceciliakerk (Hervormde kerk) en toren | Kerk en kerkonderdeel    | 13e eeuw (toren, mog. ook schip) 16e eeuw (uitbr.) 1825-'33 (herst. toren) 1969-'70 (rest. toren) begin jaren 90 (rest.) | W.J. Booijenga (1825-'33) A. Baart jr. (1969-'70) | De Buorren 14  | 53° 22' 44" NB, 6° 3' 11" OL | 31588 | Meer afbeeldingen |
| Donia Sathe                                | Boerderij                | oorspr. 1511 of eerder 1803 (herb.)                                                                                      |                                                   | Ropsterwei 5   | 53° 22' 34" NB, 6° 3' 24" OL | 31589 | Meer afbeeldingen |
| Terp Bollingawier                          | Archeologisch monument   | middeleeuwen |                                                   | Bollingawier 3 | 53° 22' 47" NB, 6° 2' 6" OL  | 45891 | Upload foto       |
| Terp Sjoarda                               | Archeologisch monument   | ca. 11e eeuw |                                                   | Sjoarda 2      | 53° 23' 20" NB, 6° 4' 17" OL | 45920 | Upload foto       |

## Oostrum
De plaats Oostrum (Eastrum) telt 7 inschrijvingen in het rijksmonumentenregister.
| Object                                      | Oorspronkelijke functie? | Bouwjaar                                                                    | Architect            | Locatie                     | Coördinaten?                 | Nr.?   | Afbeelding        |
| ------------------------------------------- | ------------------------ | --------------------------------------------------------------------------- | -------------------- | --------------------------- | ---------------------------- | ------ | ----------------- |
| Hervormde kerk en toren (Sint-Nicolaaskerk) | Kerk en kerkonderdeel    | 13e eeuw (toren) ca. 1500 (kerk) 1676 (verb.) 18e eeuw (verb.) 1974 (rest.) | P.B. Offringa (1974) | Terpleane 11                | 53° 19' 54" NB, 6° 3' 42" OL | 31590  | Meer afbeeldingen |
| Dorpsterp                                   | Archeologisch monument   | 3000 v.Chr.                                                                 |                      | Terpleane                   | 53° 19' 55" NB, 6° 3' 41" OL | 45319  | Upload foto       |
| Verhoogde woonplaats Tilbuorren             | Archeologisch monument   | 12e-13e eeuw                                                                |                      | tussen Mellemawei 4 en 6    | 53° 19' 58" NB, 6° 3' 9" OL  | 45881  | Upload foto       |
| Terp en resten van de Mellema State         | Archeologisch monument   | 5e-7e eeuw (terp) 15e eeuw (stins)                                          |                      | Mellemawei 1                | 53° 20' 3" NB, 6° 3' 29" OL  | 45882  | Upload foto       |
| Verhoogde woonplaats, De Bijekorf           | Archeologisch monument   | 12e-13e eeuw                                                                |                      | ten noorden van Grienewei 7 | 53° 20' 17" NB, 6° 3' 54" OL | 45884  | Upload foto       |
| Voorm. steenbakkerijcomplex                 | Industrie                | 1873 1876 (oven, schoorsteen) 1879 (verh. schoorsteen)                      |                      | Tichelwei 22                | 53° 19' 33" NB, 6° 3' 10" OL | 408868 | Meer afbeeldingen |

## Oudwoude
De plaats Oudwoude (Aldwâld) telt 8 inschrijvingen in het rijksmonumentenregister. Zie de Lijst van rijksmonumenten in Oudwoude voor een overzicht.

## Paesens
De plaats Paesens (Peazens) telt 7 inschrijvingen in het rijksmonumentenregister.
| Object                                                                                               | Oorspronkelijke functie?  | Bouwjaar                                             | Architect | Locatie                     | Coördinaten?                 | Nr.?  | Afbeelding                                                             |
| --- | ------------------------- | ---------------------------------------------------- | --------- | --------------------------- | ---------------------------- | ----- | ---------------------------------------------------------------------- |
| De Hond                                                                                              | Industrie- en poldermolen | 1861 1969-'71 (rest.)                                |           | Mounewei 4                  | 53° 23' 53" NB, 6° 5' 14" OL | 31591 | Meer afbeeldingen                                                      |
| Boerderij met dwars woonhuis onder schilddak, aangebouwde kamer en schuur onder rieten dak (Annehûs) | Boerderij                 | 1821 (schuur)                                        |           | De Buorren 2                | 53° 24' 5" NB, 6° 5' 11" OL  | 31592 | Meer afbeeldingen                                                      |
| Hervormde kerk (Sint-Antoniuskerk)                                                                   | Kerk en kerkonderdeel     | ca. 1200 1792 (herb. toren, uitbr.) 2002-'03 (rest.) |           | De Buorren 9                | 53° 24' 7" NB, 6° 5' 6" OL   | 31593 | Meer afbeeldingen                                                      |
| Woonhuis met ingang in het midden onder schilddak met hoekschoorstenen                               | Woonhuis                  | ca. 1860                                             |           | De Buorren 11               | 53° 24' 7" NB, 6° 5' 4" OL   | 31594 | Woonhuis met ingang in het midden onder schilddak met hoekschoorstenen |
| Woonhuis onder zadeldak tussen topgevels                                                             | Woonhuis                  |                                                      |           | De Buorren 19               | 53° 24' 8" NB, 6° 5' 2" OL   | 31595 | Woonhuis onder zadeldak tussen topgevels                               |
| Terp                                                                                                 | Archeologisch monument    | ca. 11e eeuw                                         |           | ten westen van de Lytse Wei | 53° 23' 50" NB, 6° 5' 30" OL | 45921 | Upload foto                                                            |
| Twee verhoogde woonplaatsen                                                                          | Archeologisch monument    | ca. 11e eeuw                                         |           | aan de Alde Griene Reed     | 53° 23' 44" NB, 6° 5' 49" OL | 45923 | Upload foto                                                            |

## Raard
De plaats Raard telt 4 inschrijvingen in het rijksmonumentenregister.
| Object                                 | Oorspronkelijke functie? | Bouwjaar                                                            | Architect | Locatie                | Coördinaten?                  | Nr.?   | Afbeelding        |
| -------------------------------------- | ------------------------ | ------------------------------------------------------------------- | --------- | ---------------------- | ----------------------------- | ------ | ----------------- |
| Johannes de Doperkerk (hervormde kerk) | Kerk en kerkonderdeel    | ca. 1200 (koor, kort daarna schip) 1807 (toren, verb.) 1978 (rest.) |           | De Buorren 8           | 53° 19' 32" NB, 5° 56' 40" OL | 38730  | Meer afbeeldingen |
| Terp                                   | Archeologisch monument   | ca. begin jaartelling                                               |           | bij Van Kleffenswei 19 | 53° 19' 35" NB, 5° 56' 5" OL  | 46226  | Upload foto       |
| Dorpsterp                              | Archeologisch monument   | ca. begin jaartelling                                               |           | bij De Buorren 8       | 53° 19' 33" NB, 5° 56' 40" OL | 46227  | Upload foto       |
| Marthakerk, gereformeerde kerk         | Kerk en kerkonderdeel    | 1918                                                                |           | De Tange 3             | 53° 19' 39" NB, 5° 57' 0" OL  | 507110 | Meer afbeeldingen |

## Reitsum
De plaats Reitsum telt 2 inschrijvingen in het rijksmonumentenregister.
| Object                     | Oorspronkelijke functie? | Bouwjaar                                                             | Architect | Locatie                | Coördinaten?                  | Nr.?  | Afbeelding        |
| -------------------------- | ------------------------ | -------------------------------------------------------------------- | --------- | ---------------------- | ----------------------------- | ----- | ----------------- |
| Hervormde kerk, preekstoel | Vanwege onderdelen kerk  | 17e eeuw (preekstoel) 1738 (kerk) 1874 (toren, verb.) 1881 (aanbouw) |           | Flieterpsterdyk 16     | 53° 19' 18" NB, 5° 53' 24" OL | 15640 | Meer afbeeldingen |
| Terp                       | Archeologisch monument   | voor Romeinse IJzertijd                                              |           | bij Flieterpsterdyk 16 | 53° 19' 16" NB, 5° 53' 22" OL | 45526 | Upload foto       |

## Tergracht
De plaats Tergracht (Tergrêft) telt 1 inschrijvingen in het rijksmonumentenregister.
| Object  | Oorspronkelijke functie? | Bouwjaar  | Architect | Locatie     | Coördinaten?                | Nr.?  | Afbeelding        |
| ------- | ------------------------ | --------- | --------- | ----------- | --------------------------- | ----- | ----------------- |
| Eastein | Boerderij                | voor 1832 |           | Tergracht 2 | 53° 17' 7" NB, 5° 51' 1" OL | 15641 | Meer afbeeldingen |

## Ternaard
De plaats Ternaard telt 1 inschrijving in het rijksmonumentenregister.
| Object                      | Oorspronkelijke functie? | Bouwjaar                                                                | Architect            | Locatie           | Coördinaten?                  | Nr.?  | Afbeelding        |
| --------------------------- | ------------------------ | ----------------------------------------------------------------------- | -------------------- | ----------------- | ----------------------------- | ----- | ----------------- |
| Hervormde kerk (Grote Kerk) | Kerk en kerkonderdeel    | tussen 1540-1550 1792 (steunberen) 1871 (toren, westgevel) 1922 (rest.) | G.J. Veenstra (1922) | Tsjerkestrjitte 1 | 53° 22' 58" NB, 5° 57' 56" OL | 38731 | Meer afbeeldingen |

## Veenklooster
De plaats Veenklooster (Feankleaster) telt 26 inschrijvingen in het rijksmonumentenregister. Zie de Lijst van rijksmonumenten in Veenklooster voor een overzicht.

## Waaxens
De plaats Waaxens (Waaksens) telt 9 inschrijvingen in het rijksmonumentenregister. Zie de Lijst van rijksmonumenten in Waaxens (Dongeradeel) voor een overzicht.

## Wanswerd
De plaats Wanswerd (Wânswert) telt 4 inschrijvingen in het rijksmonumentenregister.
| Object                              | Oorspronkelijke functie?  | Bouwjaar | Architect | Locatie             | Coördinaten?                  | Nr.?  | Afbeelding        |
| ----------------------------------- | ------------------------- | --- | --------- | ------------------- | ----------------------------- | ----- | ----------------- |
| Petruskerk. Hervormde kerk en toren | Kerk en kerkonderdeel     | 1335 (wijding koor) 16e eeuw (schip, toren) 1778 (beklamping deel toren) 1794 (kap) 1882 (ommetseling koor) |           | Tsjerkepaed 6       | 53° 18' 3" NB, 5° 50' 59" OL  | 15643 | Meer afbeeldingen |
| Victor                              | Industrie- en poldermolen | 1867 1977 (restauratie)                                                                                     |           | aan het Tsjerkepaed | 53° 17' 57" NB, 5° 50' 59" OL | 15644 | Meer afbeeldingen |
| Terp                                | Archeologisch monument    | voor Romeinse IJzertijd                                                                                     |           | bij Tsjerkepaed 6   | 53° 18' 4" NB, 5° 50' 59" OL  | 45530 | Upload foto       |
| Terp                                | Archeologisch monument    | voor Romeinse IJzertijd                                                                                     |           | aan de Wirdsterterp | 53° 18' 16" NB, 5° 50' 30" OL | 45531 | Upload foto       |

## Westernijkerk
De plaats Westernijkerk (Westernijtsjerk) telt 3 inschrijvingen in het rijksmonumentenregister.
| Object                                                                     | Oorspronkelijke functie? | Bouwjaar | Architect | Locatie                          | Coördinaten?                  | Nr.?  | Afbeelding        |
| -------------------------------------------------------------------------- | ------------------------ | --- | --------- | -------------------------------- | ----------------------------- | ----- | ----------------- |
| Hervormde Kerk, omgeven door kerkhof                                       | Kerk en kerkonderdeel    | 1200-1250 15e eeuw (toren, verb.) eind 15e/begin 16e eeuw (kap) ca. 1800 (steunberen, ommetseling vensters) 1990 (restauratie) |           | Nijkerk 2                        | 53° 19' 41" NB, 5° 48' 1" OL  | 15645 | Meer afbeeldingen |
| Verhoogde woonplaats of stinswier                                          | Archeologisch monument   | 12e-13e eeuw |           | ca. 300 m ten westen van de kerk | 53° 19' 39" NB, 5° 47' 48" OL | 45512 | Upload foto       |
| Terrein met de resten van een stins en bijbehorend hooggelegen kerkterrein | Archeologisch monument   | late middeleeuwen |           | ten noorden van de kerk          | 53° 19' 43" NB, 5° 48' 2" OL  | 45513 | Upload foto       |

## Westergeest
De plaats Westergeest (Westergeast) telt 5 inschrijvingen in het rijksmonumentenregister.
| Object                                                                                  | Oorspronkelijke functie?  | Bouwjaar                                                           | Architect            | Locatie              | Coördinaten?                 | Nr.?  | Afbeelding        |
| --------------------------------------------------------------------------------------- | ------------------------- | ------------------------------------------------------------------ | -------------------- | -------------------- | ---------------------------- | ----- | ----------------- |
| Fokkema's Pleats                                                                        | Boerderij                 | waarsch. 18e eeuw (kern)                                           |                      | Bumawei 18           | 53° 17' 32" NB, 6° 5' 8" OL  | 23764 | Meer afbeeldingen |
| Kop-rompboerderij met woonhuis met topgevel en topschoorsteen met bord                  | Boerderij                 | 1860                                                               |                      | Eelke Meinertswei 5  | 53° 17' 35" NB, 6° 5' 13" OL | 23765 | Meer afbeeldingen |
| Kop-rompboerderij met zesruitsvensters, omgaande houten goot en schuur onder rieten dak | Boerderij                 | 1886                                                               |                      | Eelke Meinertswei 22 | 53° 17' 22" NB, 6° 5' 9" OL  | 23766 | Meer afbeeldingen |
| Hervormde kerk                                                                          | Kerk en kerkonderdeel     | ca. 1200 16e eeuw (verb. kerk) 1807 (verb. toren) 1954-'57 (rest.) | J.J.M. Vegter (1957) | Kalkhúswei 1         | 53° 17' 25" NB, 6° 5' 6" OL  | 23767 | Meer afbeeldingen |
| Beintemapoldermolen                                                                     | Industrie- en poldermolen | 1870 1968 (rest.) 1988 (rest.)                                     |                      | bij Beintemawei 6    | 53° 19' 0" NB, 6° 4' 56" OL  | 23768 | Meer afbeeldingen |

## Wetsens
De plaats Wetsens telt 2 inschrijvingen in het rijksmonumentenregister.
| Object                          | Oorspronkelijke functie? | Bouwjaar | Architect                | Locatie      | Coördinaten?                | Nr.?  | Afbeelding        |
| ------------------------------- | ------------------------ | --- | ------------------------ | ------------ | --------------------------- | ----- | ----------------- |
| Sint-Vituskerk (Hervormde Kerk) | Kerk en kerkonderdeel    | 1100-1150 (koor) 1150-1200 (schip) 13e eeuw (uitbr. schip) 16e eeuw (ingang, verb.) 1836 (vensters koor) 1842 (herb. westgevel) 1973-'74 (rest.) | P.B. Offringa (1973-'74) | Omgong 1     | 53° 20' 48" NB, 6° 2' 5" OL | 31596 | Meer afbeeldingen |
| Terp                            | Archeologisch monument   | 5e-7e eeuw |                          | bij Omgong 1 | 53° 20' 49" NB, 6° 2' 4" OL | 45895 | Upload foto       |

## Wierum
De plaats Wierum telt 6 inschrijvingen in het rijksmonumentenregister.
| Object                                                            | Oorspronkelijke functie? | Bouwjaar                                                      | Architect   | Locatie                | Coördinaten?                | Nr.?   | Afbeelding                                                        |
| ----------------------------------------------------------------- | ------------------------ | ------------------------------------------------------------- | ----------- | ---------------------- | --------------------------- | ------ | ----------------------------------------------------------------- |
| Helft van een pand onder zadeldak tegen topgevel met vlechtingen  | Woonhuis                 | mog. late 18e eeuw                                            |             | Muntjestege 10         | 53° 24' 6" NB, 6° 0' 56" OL | 38738  | Meer afbeeldingen                                                 |
| Toren van de hervormde kerk (Mariakerk)                           | Kerk en kerkonderdeel    | ca. 1200 17e en 18e eeuw (verb.) 1819 (zadeldak) 1984 (rest.) | R. Kijlstra | Tsjerkeplein 4         | 53° 24' 8" NB, 6° 0' 57" OL | 38739  | Meer afbeeldingen                                                 |
| Pand onder zadeldak tegen topgevel met kleine openingen in de top | Woonhuis                 |                                                               |             | Nr 116                 | 53° 24' 7" NB, 6° 0' 53" OL | 38740  | Pand onder zadeldak tegen topgevel met kleine openingen in de top |
| Helft van een pand onder zadeldak tegen topgevel met vlechtingen  | Woonhuis                 | mog. late 18e eeuw                                            |             | Muntjestege 10         | 53° 24' 6" NB, 6° 0' 56" OL | 42171  | Helft van een pand onder zadeldak tegen topgevel met vlechtingen  |
| Terp                                                              | Archeologisch monument   | ca. begin jaartelling                                         |             | ten zuiden van de kerk | 53° 24' 5" NB, 6° 0' 59" OL | 45329  | Upload foto                                                       |
| Waterschapshuis, voormalig schippershuis                          | Woonhuis                 | 1832 of ouder 1919-'20 (verb.) 1959 (verb.)                   |             | Tsjerkeplein 2         | 53° 24' 6" NB, 6° 0' 57" OL | 507111 | Meer afbeeldingen                                                 |

Achtkarspelen ·
Ameland ·
Dantumadeel ·
De Friese Meren ·
Harlingen ·
Heerenveen ·
Leeuwarden ·
Noardeast-Fryslân ·
Ooststellingwerf ·
Opsterland ·
Schiermonnikoog ·
Smallingerland ·
Súdwest-Fryslân ·
Terschelling ·
Tietjerksteradeel ·
Vlieland ·
Waadhoeke ·
Weststellingwerf